# Нача (приток Западной Двины)
На́ча (бел. На́ча, Начка) — река в Беларуси, протекает по территории Полоцкого района Витебской области, левый приток реки Западной Двины. Длина реки — 43 км, площадь водосборного бассейна — 424 км², среднегодовой расход воды в устье — 2,8 м³/с, средний наклон водной поверхности 0,7 м/км.

## Происхождение названия
Название связано с перм. nadz, natj «грязь, ил, тина», natša, naša «пена», фин. nätä «слякоть», natta «слизь, плесень», эст. näsj «тугой, вязкий».
Согласно В. Н. Топорову и О. Н. Трубачеву, название реки Нача имеет балтское происхождение и связано с такими соответствиями, как лит. Nočia, Noteris, Notija, прусск. Notis. А. Ванагас указывает, что такие гидронимы могут быть сопоставлены с латин. natō, -āre «плыть, течь», греч. νότιος, νοτερός «мокрый, сырой», дак. net- «течь», др.-инд. snāti, snāyatē «купает(ся)», др.-сакс. nat «мокрый, сырой», готск. natjan «мочить». Связь с лит. notrė, noterė «крапива» сомнительна.
По Мурзаеву, название реки происходит от славянского термина нача, означающего «начало» и связанного с подсечным земледелием, как и термины починок, новина и др..
Также название сопоставляют с мордовским географическим термином начка «болото».

## Описание
Река вытекает из озера Ореховно, течёт в пределах Ушачско-Лепельской возвышенности. Долина Начи на большей части имеет трапециевидную форму, шириной 200—300 м. Пойма прерывистая, отсутствует в среднем и нижнем течении. Русло умеренно извилистое, в верховье — канализировано. Берега крутые, составлены из суглинков и супесей.
Река используется в качестве приёмника мелиоративных систем. Генеральное направление течения — север.
Крупнейшие притоки — Городенка, Волынка (правые); Бедрица (левый).
Нача протекает ряд сёл и деревень: Ореховно, Логовцы, Горовцы, Нача, Селко, Шкиляки, Гора, Корсюки, Сиповщина, Шпаковщина, Косарево, Черноручье, Лужайки, Авдеево, Полюдовичи, Островщина.
Впадает в Западную Двину у деревни Субовщина на границе с Верхнедвинским районом.